# Chateau (glasbena skupina)
Chateau je slovenska rock skupina, nastala leta 1986 v Velenju. Prvič je skupina opozorila nase na Pop delavnici leta 1987 s skladbo Ne laži mi. Leta 1989 se jim je pridružil kitarist Miro Mramor, ki je leto poprej zapustil Šank Rock - njega pa je na začetku leta 1991 zamenjal kitarist Zvone Hranjec, ki je tik pred tem zapustil Šank Rock. Takrat je njihova pot krenila strmo navzgor in istega leta so si naredili ime s skladbo Objemi me, s katero so zmagali na Pop delavnici. Leta 1992 je izšla na istoimenskem albumu. 
Kasneje sta mu sledila še albuma Avantura (Lola) (1993) in Mlinar na Muri (1994). Imeli so velik radijski hit,ki je kasneje postal nekakšen evergreen slovenske glasbe: "Mlinar na Muri". 
Leta 1996 sta skupino zapustila pevec Matjaž in basist Sandi, nadomestila sta ju basist Boštjan Časl in pevec David Davidovič alias Dadi Daz. Skupina je kasneje dokončala že začet album Brez tebe (1997). Decembra 1999 so odigrali svoj zadnji koncert.
Leta 2008 se je po skoraj desetletju skupina ponovno zbrala v originalni zasedbi. Produkt združitve je zadnji album z naslovom Do konca (2011). Leta 2011 je skupina ob svoji 25.obletnici ustanovitve prenehala z delovanjem.
Leta 2023 skupina v prenovljeni zasedbi pri založbi Dallas izda 7 studijski album z naslovom Chateau 2023.Na albumu je tudi prenovljena skladba Mlinar na Muri.
Novi člani so : bobni - Gregor Plamberger , klaviature - Robert Humar , bas kitara - Boštjan Časl.
Jedro skupine ostaja isto : vokal - Matjaž Ograjenšek in kitara - Zvone Hranjec

## Zasedba

### Zadnja zasedba
- Stane Odlazek - bobni, vokal (1987-1998, 2008-2011 )
- Sandi Ževart - bas kitara, vokal (1990-1996, 2008-2011 )
- Zvone Hranjec - kitara, vokal (1991-1998, 2008-2011 )
- Miran Vavče - klaviature, vokal (1992-1998, 2008-2011 )
- Matjaž Ograjenšek - pevec (1986-1996, 2008-2011)

### Nekdanji člani
- Mario Medvešek - bobni (1986-1987) +
- Nataša Štrbenk - bas kitara (1986-1988)
- Slavko Bojnec - bas kitara (1988-1990)
- Boštjan Časl - bas kitara (1996-1998)
- Jani Kralj - klaviature (1986-1987)
- Drago Purgaj - klaviature (1987-1990)
- Dani Dolinar - kitara (1986-1987) +
- Peter Zlodej - kitara (1987-1989)
- Miro Mramor - kitara (1989-1991)
- Dadi Daz - pevec (1996-1998)
- Jože Anclin - klaviature (1990-1992)

## Diskografija
- Tvoje oči (Sraka, 1990)
- Objemi me (Corona, 1992)
- Avantura (ZKP, 1993)
- Mlinar na Muri (ZKP, 1994)
- Brez tebe (ZKP, 1996)
- Do konca (2011)

## Uspešnice
- "Mlinar na Muri" (priredba skladbe Boat on the river skupine Styx) 1994
- Objemi me 1991
- Lola (priredba pesmi skupine The Kinks) 1993
- Pobegniva 1992
- Gremo v nebo 1992
- Tanja 1992
- Ne laži mi 1987